# Frankfurter Wertpapierbörse

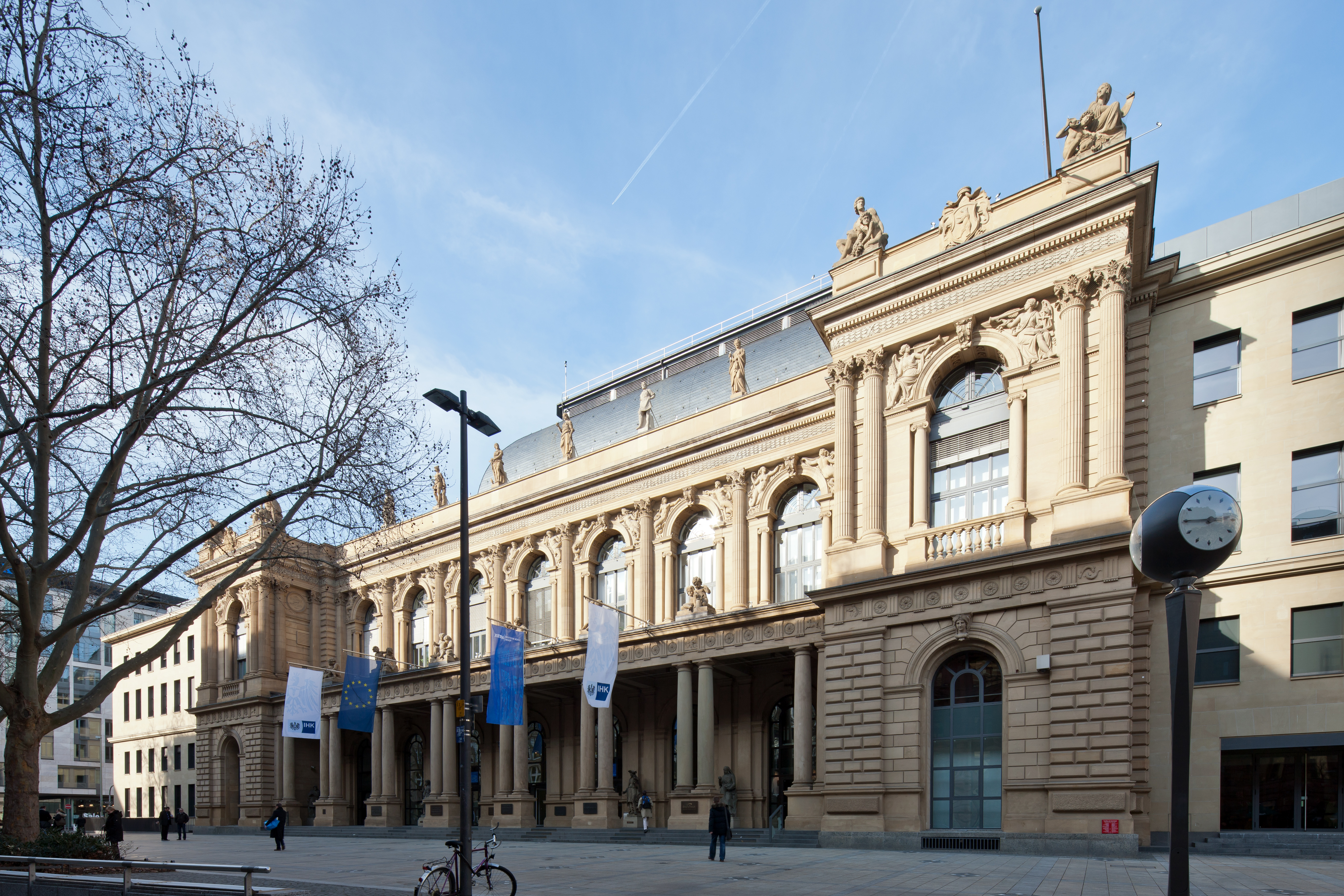
Frankfurter Wertpapierbörse

De Frankfurter Wertpapierbörse (Engels:Frankfurt Stock Exchange) is een Duitse aandelenbeurs gesitueerd in Frankfurt. Het is onderdeel van de Deutsche Börse, en de belangrijkste aandelenindex van de beurs is de DAX.

## Neven-indexen
De Dax heeft vier nevenindexen, geconcentreerd op verschillende segmenten van de markt
- MDAX
- SDAX
- TecDAX = 30 grootste technologiebedrijven genoteerd op de DAX
- ÖkoDAX= bedrijven actief in de duurzame energie sector

Adidas · Airbus · Allianz · BASF · Bayer · Beiersdorf · BMW · Brenntag · Commerzbank · Continental · Covestro · Daimler Truck · Deutsche Bank · Deutsche Börse · Deutsche Post · Deutsche Telekom · E.ON · Fresenius · Hannover Rück · Heidelberg Materials · Henkel · Infineon · Mercedes-Benz · Merck · MTU Aero Engines · Münchener Rück · Porsche AG · Porsche SE · Qiagen · RWE · Rheinmetall · SAP · Sartorius · Siemens · Siemens Energy · Siemens Healthineers · Symrise · Volkswagen · Vonovia · Zalando